# Michele Di Lella
Michele Di Lella (Apricena, 9 luglio 1966) è un militare italiano, appuntato dell'Arma dei Carabinieri, decorato con Medaglia d'Oro al Valor Civile per il soccorso prestato in occasione del Terremoto del Molise del 2002.
In tale occasione la stessa onorificenza è stata conferita anche ad altri militari dell'Arma: Brigadiere Capo Giuseppe Nardelli, Brigadiere Matteo Colapietra, Appuntato Antonio Marciello, Appuntato Domenico Di Carlo, Carabiniere Scelto Carmelo Rossetti. Di Lella si distinse per il suo coraggio e la sua prontezza nel soccorrere le persone colpite dal sisma. 